# Diarki
Diarki (från grekiskans δι-, "två", "dubbel", och -αρχία, "styre"), "tvåmannavälde", avser ett styrelseskick då två makthavare delar på makten.
Flera riken har historiskt varit diarkier. Exempel är det antika Sparta och den romerska republiken. Då Diocletianus utsåg sin general Maximianus till kejsare år 286 blev romerska riket en diarki.